# بيتاس (مهاباد)
قرية بيتاس (بالكردية: بەیتاس) هي إحدى القرى التابعة لـمنغور الشرقية في ريف قسم خليفان من مقاطعة مهاباد، في محافظة أذربیجان الغربیة الإيرانية.

## السكان
حسب إحصاءات سنة 2006، بلغ إجمالي السكان في بيتاس 286 نسمة وعدد المساكن 38 مسكن. لغة سكان بيتاس هي اللغة الكردية و هم من أهل السنة والجماعة والمذهب الشافعي.